# 陣定
陣定（じんのさだめ）は、平安時代摂関期の朝議である定（議定）のうち、左右近衛府の陣にて行うものを指す。定とは公卿が行う審議（およびその決定）を指し、重要な議題について天皇が審議を命じた。その内容を奏文に作り上申され決裁を受け施行された。
上卿により主宰され、公卿の座を設定し、大臣以下の公卿と四位の参議以上の議政官が出席し、重要な政務（外交・財政・叙位・受領任命・改元など）を審議した。後には実質上、政策決定の場となった。陣座（じんのざ）又は杖座（じょうざ）と呼称された。
なお摂政・関白は大臣であっても陣定に出席しなかった（天皇と同じく決裁者の側であるため）。

## 概要
元来は、参内する公卿の待機場所として左右近衛府の陣が用いられたが、そこで会合を行うようになったのが始まりである。
平安時代には天皇が臨席する朝廷の会議は減り、公卿のみによる会合を陣で行うことが増え、太政官で審議する会議も宜陽殿から西廂でつながっていた左近衛陣座に移された。『三代実録』の記事などから元慶年間に成立したとみられている。
本来は非公式の会合であり、意思決定も統裁合議制に則って行われていたが、次第に実質上の政策決定機関となった。上卿により主宰され、発言は下位者から上位者の順序でなされた。
審議（異論も併記された）とその決定の内容は、奏文として参議により取りまとめられ、蔵人を通して天皇と摂政、または関白に奏聞され、決裁を受けた。なお内覧宣旨が下された公卿には事前に奏文を確認することが許された。